# Emiliano della Cogolla
Emiliano, noto come sant'Emiliano della Cogolla (La Cocolla, 472 circa – La Rioja, 573), discepolo di Isidoro di Siviglia, fu un eremita, venerato come santo dalla Chiesa cattolica.

## Biografia

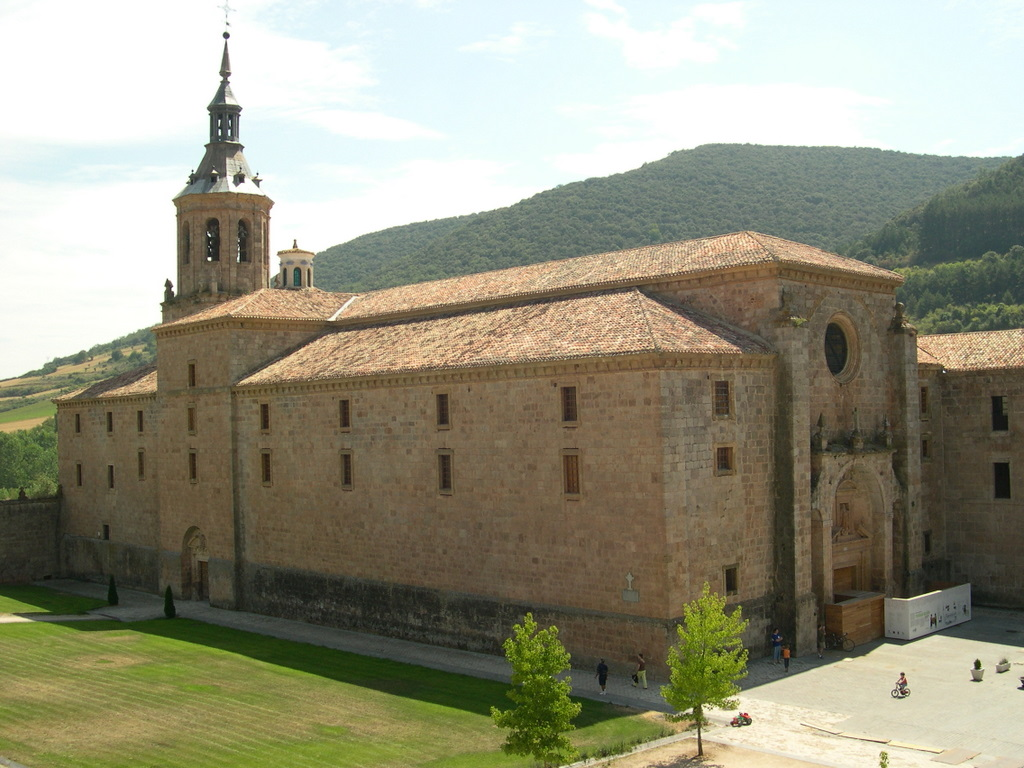
Monastero San Millàn de Yuso

Era nato nella Spagna occupata dai Visigoti in una località collinare chiamata "La Cocolla" per la sua forma che richiamava l'omonimo cappuccio del mantello o del collare che indossano i frati. 
La vita di sant'Emiliano ci è stata tramandata da  san Braulione. Figlio di un pastore, Emiliano si dedicò a questo lavoro sino ai vent'anni quando risentendo dell'attrazione per la vita solitaria e meditativa che era scelta frequente tra i cristiani d'occidente nel IV secolo, scelse di farsi eremita ascetico. Come luogo del suo ritiro scelse un sito in mezzo a una lussureggiante vegetazione sulle pendici orientali della Sierra della Demanda che attraversa l'altopiano della valle dell'Ebro. Nella roccia della montagna scavò la sua cella e visse colà sino alla sua morte. 
Il santo visse per quarant'anni da eremita sulla montagna fino a quando, conosciute le sue eccezionali virtù, fu nominato parroco dal vescovo di Tarazona che però dovette ben presto destituirlo per le accuse che gli altri parroci per invidia rivolgevano al santo. Emiliano tornò di buon grado alla sua vita solitaria accompagnato da un discepolo: Asello, il cui nome, derivato dal latino asellus (asinello), bene indicava la sua umiltà e pazienza. Con Asello si raccolse una comunità, fino alla morte di sant'Emiliano, molto vecchio, che divenne sempre più numerosa e attiva nel diffondere il suo insegnamento e modello di vita praticati nei due monasteri di Yuso e Suso ispirati dal Santo spagnolo.
Nella biblioteca del monastero di Yuso era, prima che fosse trasferito a Madrid, dove tuttora si trova, un codice dove furono scritte le prime frasi in spagnolo e basco. Le frasi in spagnolo sono delle note a margine su di un testo in latino e sono note con il nome di Glosas Emilianenses (dal nome di sant'Emiliano). È aperto un dibattito sul fatto che fossero scritte in una prima versione di castigliano o in qualche dialetto collegato. In entrambi i casi l'importanza del monastero di Yuso nell'origini della lingua spagnola è rafforzata dalla vicinanza del villaggio di Berceo, associato a Gonzalo de Berceo, primo poeta in lingua spagnola.

## Culto

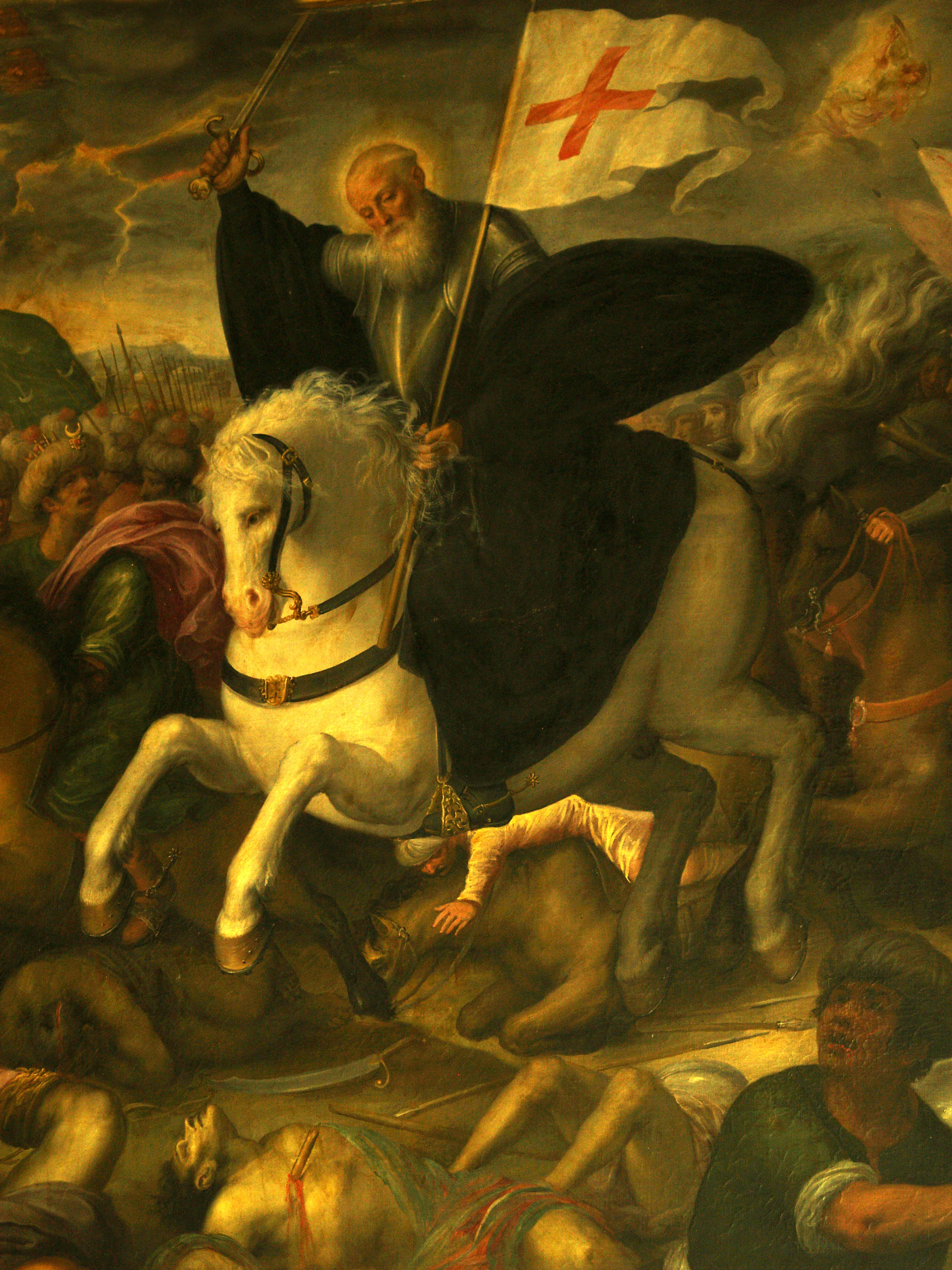
L'apparizione di Emiliano

La tomba del santo fu collocata, secondo la tradizione monastica, nella grotta dove il santo aveva dimorato da vivo. Nell'XI secolo per glorificare l'inizio della reconquista della penisola iberica dai musulmani fu eretta in onore di San Millàn, come veniva chiamato Emiliano in Spagna, l'abbazia reale dedicata a San Millàn de Yuso ("di sotto") nella pianura sottostante il monastero di Emiliano detto de Suso ("di sopra").
Qui vennero trasferiti i resti del santo collocati in un reliquiario e nella tomba precedente venne apposta una lapide in alabastro dove venne effigiato Emiliano. La fama del santo e il suo culto derivavano dal fatto prodigioso avvenuto nella battaglia di Simancas del 939 quando Emiliano era apparso ai soldati in sella a un cavallo armato di una spada fiammeggiante. L'apparizione aveva esaltato i combattenti portandoli alla vittoria.